# Sbiba (délégation)
Sbiba est une délégation tunisienne dépendant du gouvernorat de Kasserine.
En 2004, elle compte 42 091 habitants dont 20 211 hommes et 21 880 femmes répartis dans 7 502 ménages et 7 640 logements.